# Stuart Beckingham
[carece de fontes?]
Stuart Beckingham (Canberra, 26 de Maio de 1981) é um patinador australiano. Ele competiu e terminou em terceiro na Austrália Figure Skating Championships em 2003 e em 2004. Ele então se mudou para pares, em parceria com a Emma Brien para ganhar a 2005 campeonato nacional.

## Competitivo destaques

### Homens solteiros
| Eventos                        | 2001-02 | 2002-03 | 2003-04 | 2004-05 |
| ------------------------------ | ------- | ------- | ------- | ------- |
| Quatro Continentes Campeonatos | 17      | 15      | 15      | 17      |
| Campeonato Australiano         | 4º      | 4º      | 3º      | 3º      |
| Karl Schäfer Memorial          | 17      | 18      |         |         |
| Merano Copa                    | 4º      |         |         |         |
| Inverno Universiade            | 19      |         |         |         |

### Pares
| Eventos                        | 2005-06 |
| ------------------------------ | ------- |
| Campeonatos Mundiais           | 20      |
| Quatro Continentes Campeonatos | 9       |
| Campeonato Australiano         | 1º      |
| Karl Schäfer Memorial          | 12      |